# Großblattnasen
Die Großblattnasen (Megadermatidae) sind eine Fledermausfamilie. Die sechs Arten sind im mittleren Afrika, Süd- und Südostasien sowie in Australien verbreitet. Mit den Blattnasen (Phyllostomidae), einer neuweltlichen Fledermausfamilie, sind sie nicht näher verwandt.
Diese Fledermäuse sind relativ groß und wiegen 20 bis 200 Gramm. Die Australische Gespenstfledermaus ist die größte Fledermausart weltweit. Kennzeichen sind die großen Ohren, die an der Basis durch ein Hautband verbunden sind, sowie die langen, aufgerichteten Nasenblätter. Diese wirken wie ein Megaphon, sie verstärken die Ultraschalllaute, die sie mit der Nase ausstoßen und die ihnen zur Echolokation dienen. Die Schwanzmembran ist gut entwickelt, allerdings haben Großblattnasen keinen Schwanz.
Bis auf die Gelbflügelfledermaus, die Bäume bevorzugt, schlafen sie in Höhlen, Felsspalten, Gebäuden oder hohlen Bäumen je nach Art allein oder in Gruppen bis zu 100 Tieren. Großblattnasen sind Fleischfresser, neben Insekten machen auch Wirbeltiere (zum Beispiel Nagetiere, kleinere Fledermäuse, Vögel oder Echsen) bei allen Arten mit Ausnahme der Gelbflügelfledermaus einen Teil der Nahrung aus.
Großblattnasen werden in fünf Gattungen mit sechs Arten unterteilt:
- die Australische Gespenstfledermaus (Macroderma gigas),
- die Falschen Vampire (Megaderma) mit zwei Arten, dem Indischen Falschen Vampir (Megaderma lyra) und  dem Malaiischen Falschen Vampir (Megaderma spasma)
- die Gelbflügelfledermaus (Lavia frons)
- die Herznasenfledermaus (Cardioderma cor)
- Eudiscoderma thongareeae[1]